# John Friedlander

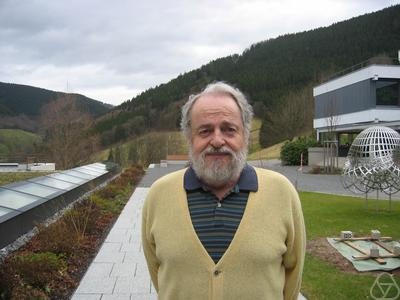
Friedlander in Oberwolfach 2008

John Benjamin Friedlander (* 4. Oktober 1941 in Toronto, Ontario) ist ein kanadischer Mathematiker, der sich mit analytischer Zahlentheorie beschäftigt.

## Leben
Friedlander studierte an der Universität Toronto (Bachelor 1965) und der University of Waterloo (Masterabschluss 1966). 1972 wurde er bei Sarvadaman Chowla an der Pennsylvania State University promoviert (The Distribution of Power Residues in Algebraic Number Fields). 1974 bis 1976 war er Lecturer am Massachusetts Institute of Technology und lehrte ab 1977 an der Universität Toronto. Seit 2002 ist er dort University Professor. 1987 bis 1991 stand er der mathematischen Fakultät vor. Er war mehrfach am Institute for Advanced Study (zuerst 1972 bis 1974 als Assistent von Atle Selberg).
1992/92 war er am MSRI. Er ist Gründungs-Fellow des Fields Institute.
Er arbeitete unter anderem mit Enrico Bombieri und Henryk Iwaniec zusammen. Mit Iwaniec bewies er 1997 (unter Verwendung des von ihnen verfeinerten Asymptotischen Siebes von Bombieri) den Satz von Friedlander-Iwaniec, welcher besagt, dass unendliche viele Primzahlen als Summe eines Quadrats und einer vierten Potenz darstellbar sind.
Er befasst sich auch mit zahlentheoretischen Anwendungen in der Kryptographie.
1999 erhielt er den kanadischen Jeffery-Williams-Preis. Er ist Fellow der Royal Society of Canada (1988) und Mitherausgeber des Canadian Journal of Mathematics. 2002 erhielt er den CRM-Fields-PIMS Prize. 2003 bis 2005 war er Killam Fellow. Er ist Fellow der American Mathematical Society. Für 2017 wurde ihm gemeinsam mit Henryk Iwaniec der AMS Joseph L. Doob Prize zuerkannt für ihr Buch über Siebmethoden (Opera de Cribro, American Mathematical Society, 2010).
1994 war er Invited Speaker auf dem Internationalen Mathematikerkongress (ICM) in Zürich (Bounds for L-Functions).
Zu seinen Doktoranden zählt Cem Yıldırım.